# Gonyleptes
Gonyleptes is een geslacht van hooiwagens uit de familie Gonyleptidae.
De wetenschappelijke naam Gonyleptes is voor het eerst geldig gepubliceerd door Kirby in 1818. 

## Soorten
Gonyleptes omvat de volgende 26 soorten:
- Gonyleptes acanthopus
- Gonyleptes armatus
- Gonyleptes banana
- Gonyleptes barbiellinii
- Gonyleptes borgmeieri
- Gonyleptes calcaripes
- Gonyleptes curticornis
- Gonyleptes curvicornis
- Gonyleptes espiritosantensis
- Gonyleptes fragilis
- Gonyleptes gertschi
- Gonyleptes gonyleptoides
- Gonyleptes granulatus
- Gonyleptes guttatus
- Gonyleptes horridus
- Gonyleptes parcigranulatus
- Gonyleptes paucigranulatus
- Gonyleptes pectinatus
- Gonyleptes pectinipes
- Gonyleptes pseudogranulatus
- Gonyleptes pseudoguttatus
- Gonyleptes pustulatus
- Gonyleptes recentissimus
- Gonyleptes saprophilus
- Gonyleptes vatius
- Gonyleptes viridisagittatus